# 공용어

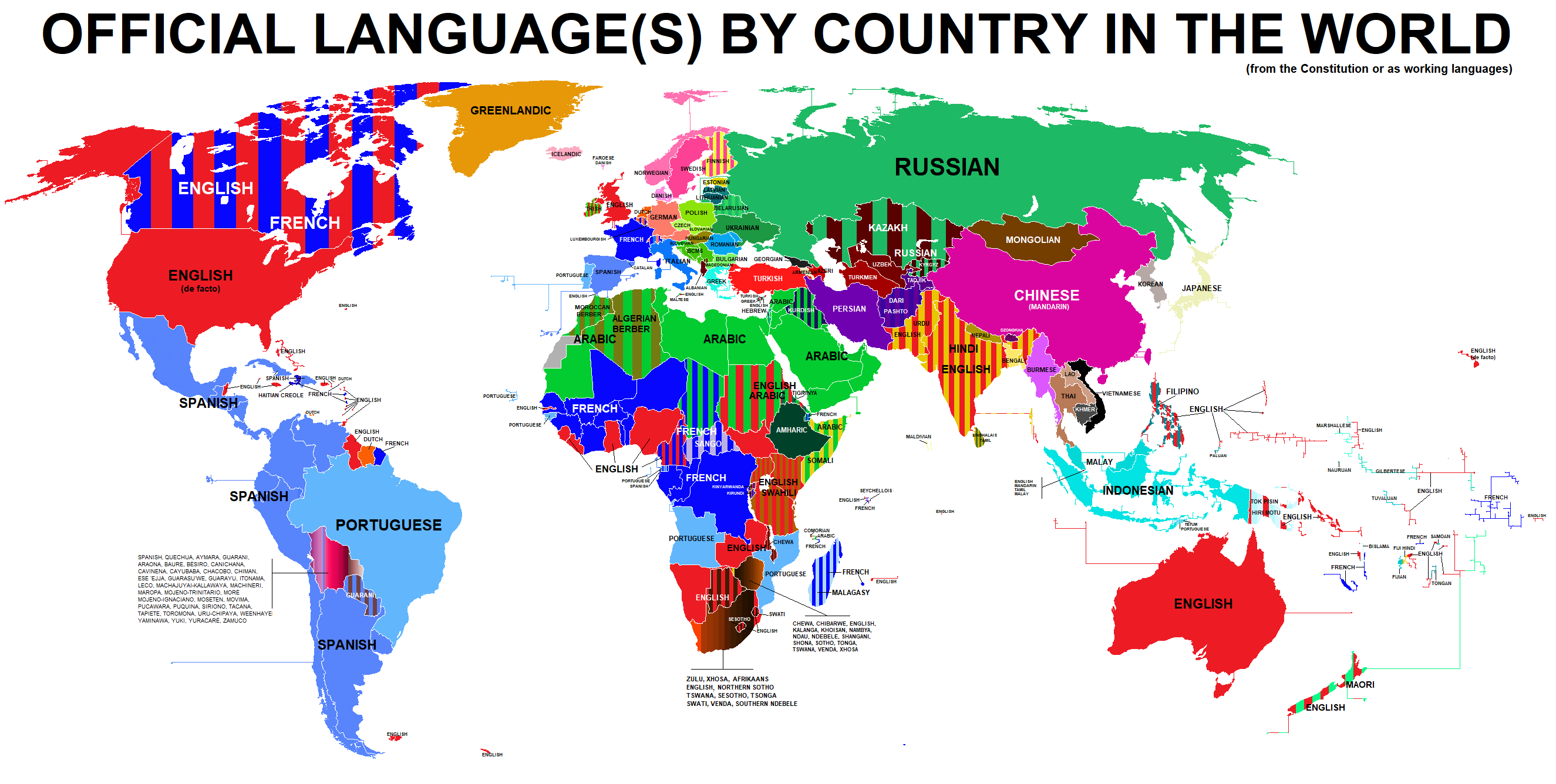
전 세계의 공용어

공용어(한국 한자: 公用語) 또는 공식 언어(한국 한자: 公式 言語)는 나라 또는 다른 영토에서 공용되도록 법적 지위를 받는 언어이다. 많은 경우 국가의 법에서 사용되는 언어이나 어떤 경우는 다른 언어로 의무적으로 번역되기도 한다.
공용어는 학교 교육에서 사용되는 언어이기도 하나, 교육에 사용되는 언어가 반드시 공용어만인 것은 아니다. 많은 나라에서 소수 민족의 언어를 법률로 보호하고 있으며 학교 교육에 사용하기도 하나, 공용어라 하지는 않는다.
공용어를 법률로 정한 나라는 전체 국가의 절반 정도이다. 캐나다나 스위스, 인도처럼 둘 이상의 언어를 공용어로 지정한 경우도 있다. 식민지에서 독립한 나라들의 경우 영어나 프랑스어를 공용어로 지정해 사용하는 경우가 많지만, 그 언어가 실제 생활에 쓰이지는 않는다. 미국이나 영국, 스웨덴처럼 공용어를 따로 정해놓지 않은 나라도 있다.
중앙 정부가 아닌 지방 정부가 따로 공용어를 지정하는 경우도 있다. 에스파냐의 바스크 지방에서는 에스파냐어 외에도 바스크어를 공용어로 지정해 쓰고 있다. 미국도 연방 차원의 공용어는 없지만 각 주의 공용어로 영어를 지정한 곳이 많다. (루이지애나주(프랑스어)나 뉴멕시코주(에스파냐어), 하와이주(하와이어))
대한민국의 경우 한국어를 공용어로 제정하는 내용이 담긴 국어기본법이 2005년 1월 27일 제정되었고 7월 27일에 시행령이 공포되어 7월 28일부터 시행되고 있다.
여러 언어를 사용하는 나라에서 어떤 언어를 사용하느냐는 것은 때로는 정치적으로 민감한 문제가 되기도 한다.
공용어는 그 나라의 국어 교과서에 나온다.

## 공용어 연관 기구
- 영국 연방 (영어)
- 프랑코포니 (프랑스어)
- 포르투갈어 사용국 공동체 (포르투갈어)

## 같이 보기
- 국가별 공용어 목록
- 표준어
- 국가언어(national language)